# Reissa roni
Reissa roni (лат.) — вид короткоусых двукрылых насекомых, единственный в составе монотипического рода Reissa из семейства Mythicomyiidae.

## Распространение
Канарские острова.

## Описание
Мелкие мухи с длиной около 1 мм (0,98—1,06). Основная окраска чёрная и коричневая. Глаза дихоптические с жёлтыми отметинами. 
Имеет сходство с родами Pieza и Riga по наличию закрытой и треугольной первой субмаргинальной ячейкой крыла и по усиковому стилусу, размещённому субапикально на втором флагелломере. Мезонотум Reissa как и у Pieza сплющен в спинно-брюшном направлении. Глаза Reissa явно голоптические, как у Pieza и разделены расстоянием равным по ширине более чем 10 омматидиям.
Вид был впервые описан в 2001 году американским диптерологом Нилом Эвенхусом (Center for Research in Entomology, Bishop Museum, Гонолулу, Гавайи, США), Маркосом Баезом (Marcos Báez, Universidade La Laguna, Тенерифе, Канарские острова) и британским энтомологом Дэвидом Гретхедом (David J. Greathead, Centre for Population Biology, Imperial College at Silwood Park, Ascot, Berks, Великобритания). Видовое название дано в честь Ronald Englund за помощь в работе.